# New York Academy - Freedance
New York Academy - Freedance è un film del 2018 diretto da Michael Damian.
Si tratta del sequel del film New York Academy.

## Trama
La ballerina Barlow e il giovane pianista Charlie vengono coinvolti nella produzione di un grande spettacolo a Broadway. Il loro percorso sarà l'occasione della loro vita per mostrare la loro tenacia ed energia.

## Distribuzione
Il film è stato distribuito nelle sale cinematografiche italiane a partire dal 13 settembre 2018.

## Incassi
Nel suo primo weekend di proiezione il film ha incassato negli Stati Uniti 54.601 dollari. In totale negli Stati Uniti il film ha incassato 83.891 dollari. In totale in tutto il mondo il film ha incassato 235.066 dollari.